# Matthias Würsch
Matthias Würsch (* 1965) ist ein Schweizer Schlagwerker.

## Wirken
Würsch studierte zunächst klassisches Schlagzeug an der Hochschule für Musik Basel, um sich dann in Paris bei Jean-Pierre Drouet weiter zu bilden.
Würsch wurde als Interpret regelmässig in Ensembles für Neue Musik wie das Ensemble Modern, das Ensemble Contrechamps oder das Chamber Orchestra of Europe eingeladen. Er gehört zur Gruppe The B.E.A.M. und ist assoziiertes Mitglied im Ensemble Phoenix Basel und bei Concertino Basel. Er entwickelte ein besonderes Interesse für Sonderinstrumente wie die Glasharmonika und das Cimbalom und arbeitete mit Klangkörpern wie dem Orchestre National de France, dem NDR-Rundfunkorchester, dem Tonhalleorchester Zürich, dem Orchestre de la Suisse Romande, dem SWR Sinfonieorchester Baden-Baden und Freiburg oder dem Orchestre de Paris unter der Leitung von Sylvain Cambreling, Michael Gielen, Lorin Maazel, Semyon Bychkow oder Charles Dutoit. Als Solist trat er bei zahlreichen Festivals sowie in Hörfunk und Fernsehen auf.
Würsch wirkte als Solist bei Uraufführungen von Werken von Heinz Holliger, Vinko Globokar, Henri Dutilleux oder Barry Guy mit und widmete sich auch der Improvisation und theatralischen Möglichkeiten des Ausdrucks etwa bei der Interpretation von Werken von Georges Aperghis.
Seit 2006 ist Würsch zudem als Professor für Schlagzeug an der Hochschule für Musik Basel tätig.
1996 wurde Würsch vom Kanton Basel-Landschaft mit dem Werkpreis für Musik ausgezeichnet.